# Cúp quốc gia Scotland 1972–73
 Cúp quốc gia Scotland 1972–73 là mùa giải thứ 88 của giải đấu bóng đá loại trực tiếp uy tín nhất Scotland. Chức vô địch thuộc về Rangers khi đánh bại Celtic trong trận Chung kết.

## Vòng Một
| Đội nhà            | Tỉ số | Đội khách       |
| ------------------ | ----- | --------------- |
| Babcock & Wilcox   | 0 – 2 | Berwick Rangers |
| Brechin City       | 0 – 0 | Clydebank       |
| East Stirlingshire | 1 – 0 | Ross County     |
| Ferranti Thistle   | 3 – 1 | Duns            |
| Montrose           | 2 – 0 | Albion Rovers   |

### Đấu lại
| Đội nhà   | Tỉ số | Đội khách    |
| --------- | ----- | ------------ |
| Clydebank | 1 – 2 | Brechin City |

## Vòng Hai
| Đội nhà            | Tỉ số | Đội khách           |
| ------------------ | ----- | ------------------- |
| Queen of the South | 2 – 0 | Forfar Athletic     |
| Alloa Athletic     | 0 – 2 | Berwick Rangers     |
| Brechin City       | 0 – 0 | East Stirlingshire  |
| Brora Rangers      | 0 – 4 | Hamilton Academical |
| Ferranti Thistle   | 2 – 2 | Elgin City          |
| Inverness Thistle  | 2 – 1 | Queen's Park        |
| Stenhousemuir      | 0 – 0 | Raith Rovers        |
| Vale of Leithen    | 0 – 3 | Montrose            |

### Đấu lại
| Đội nhà            | Tỉ số | Đội khách        |
| ------------------ | ----- | ---------------- |
| East Stirlingshire | 1 – 2 | Brechin City     |
| Elgin City         | 2 – 1 | Ferranti Thistle |
| Raith Rovers       | 3 – 0 | Stenhousemuir    |

## Vòng Ba
| Đội nhà              | Tỉ số | Đội khách           |
| -------------------- | ----- | ------------------- |
| Ayr United           | 3 – 0 | Inverness Thistle   |
| Berwick Rangers      | 1 – 3 | Falkirk             |
| Brechin City         | 2 – 4 | Aberdeen            |
| Celtic               | 4 – 1 | East Fife           |
| Clyde                | 1 – 1 | Montrose            |
| Dumbarton            | 4 – 1 | Cowdenbeath         |
| Dunfermline Athletic | 0 – 3 | Dundee              |
| Elgin City           | 0 – 1 | Hamilton Academical |
| Hearts               | 0 – 0 | Airdrieonians       |
| Hibernian            | 2 – 0 | Greenock Morton     |
| Kilmarnock           | 2 – 1 | Queen of the South  |
| Motherwell           | 2 – 1 | Raith Rovers        |
| Rangers              | 1 – 0 | Dundee United       |
| St Mirren            | 0 – 1 | Partick Thistle     |
| Stirling Albion      | 3 – 3 | Arbroath            |
| Stranraer            | 1 – 1 | St Johnstone        |

### Đấu lại
| Đội nhà       | Tỉ số | Đội khách       |
| ------------- | ----- | --------------- |
| Airdrieonians | 3 – 1 | Hearts          |
| Arbroath      | 0 – 1 | Stirling Albion |
| Montrose      | 4 – 2 | Clyde           |
| St Johnstone  | 1 – 2 | Stranraer       |

## Vòng Bốn
| Đội nhà    | Tỉ số | Đội khách           |
| ---------- | ----- | ------------------- |
| Aberdeen   | 3 – 1 | Falkirk             |
| Ayr United | 2 – 1 | Stirling Albion     |
| Dumbarton  | 2 – 2 | Partick Thistle     |
| Kilmarnock | 0 – 1 | Airdrieonians       |
| Montrose   | 2 – 2 | Hamilton Academical |
| Motherwell | 0 – 4 | Celtic              |
| Rangers    | 1 – 1 | Hibernian           |
| Stranraer  | 2 – 9 | Dundee              |

### Đấu lại
| Đội nhà             | Tỉ số | Đội khách |
| ------------------- | ----- | --------- |
| Hamilton Academical | 0 – 1 | Montrose  |
| Hibernian           | 1 – 2 | Rangers   |
| Partick Thistle     | 3 – 1 | Dumbarton |

## Tứ kết
| Đội nhà         | Tỉ số | Đội khách     |
| --------------- | ----- | ------------- |
| Celtic          | 0 – 0 | Aberdeen      |
| Montrose        | 1 – 4 | Dundee        |
| Partick Thistle | 1 – 5 | Ayr United    |
| Rangers         | 2 – 0 | Airdrieonians |

### Đấu lại
| Đội nhà  | Tỉ số | Đội khách |
| -------- | ----- | --------- |
| Aberdeen | 0 – 1 | Celtic    |

## Bán kết
| Rangers | 2 – 0 | Ayr United |
| ------- | ----- | ---------- |
|         |       |            |

| Celtic | 0 – 0 | Dundee |
| ------ | ----- | ------ |
|        |       |        |

### Đấu lại
| Celtic | 3 – 0 (a.e.t.) | Dundee |
| ------ | -------------- | ------ |
|        |                |        |

## Chung kết
| Rangers                              | 3 – 2  | Celtic                                 |
| ------------------------------------ | ------ | -------------------------------------- |
| Alfie Conn Tom Forsyth Derek Parlane | Report | George Connelly (ph.đ.) Kenny Dalglish |

### Đội bóng
| RANGERS:         |  |                  |
|                  |  |                  |
| GK               |  | Peter McCloy     |
| DF               |  | Sandy Jardine    |
| DF               |  | John Greig       |
| DF               |  | Tom Forsyth      |
| DF               |  | Willie Mathieson |
| MF               |  | Tommy McLean     |
| MF               |  | Alfie Conn       |
| MF               |  | Alex MacDonald   |
| MF               |  | Quinton Young    |
| FW               |  | Derek Johnstone  |
| FW               |  | Derek Parlane    |
| Thay người:      |  |                  |
| ?                |  |                  |
| Huấn luyện viên: |  |                  |
| Jock Wallace     |  |                  |

| CELTIC:          |  |                 |  |    |
|                  |  |                 |  |    |
| GK               |  | Ally Hunter     |  |    |
| DF               |  | Danny McGrain   |  |    |
| DF               |  | Billy McNeill   |  |    |
| DF               |  | George Connelly |  |    |
| DF               |  | Jim Brogan      |  | ?' |
| MF               |  | Jimmy Johnstone |  |    |
| MF               |  | David Hay       |  |    |
| MF               |  | Bobby Murdoch   |  |    |
| MF               |  | Tommy Callaghan |  |    |
| FW               |  | Kenny Dalglish  |  |    |
| FW               |  | Dixie Deans     |  |    |
| Thay người:      |  |                 |  |    |
| MF               |  | Bobby Lennox    |  | ?' |
| Huấn luyện viên: |  |                 |  |    |
| Jock Stein       |  |                 |  |    |